# Souvenir Album
Souvenir Album è un album a nome Lawrence Welk and His Champagne Music, pubblicato dalla casa discografica Coral Records nel maggio del  1953.

## Tracce

### LP
Lato A
1. Say It Isn't So (Brano Fox Trot, voce di Roberta Linn) – 2:48 (Irving Berlin)
2. Minnie the Mermaid (Brano Fox Trot, voce di Larry Hooper) – 1:55 (Buddy De Sylva)
3. Did I Remember (Brano Fox Trot, voce di Dick Dale) – 2:55 (testo: Harold Adamson – musica: Walter Donaldson)
4. Canadian Capers (Brano strumentale Fox Trot, Myron Florian accordion) – 2:26 (musica: Gus Chandler, Bert White, Henry Cohen, Earl Burtnett)

Lato B
1. Good Morning, Mr. Zip, Zip, Zip (Brano Fox Trot, voce di Rocky Rockwell) – 2:20 (Robert Lloyd)
2. Just Once Again (Brano Fox Trot, voce di Garth Andrews) (Walter Donaldson, Paul Ash)
3. Peggy O'Neil (Brano Valzer, voce di Gene Purcell) – 2:16 (Harry Pease, Ed G. Nelson, Gilbert Dodge)
4. I'll See You in My Dreams (Brano Fox Trot, voce di Roberta Linn) – 2:44 (testo: Gus Kahn – musica: Isham Jones)

## Musicisti
- Lawrence Welk – direttore d'orchestra
- Roberta Linn – voce
- Larry Hooper – voce
- Dick Dale – voce
- Rocky Rockwell – voce
- Garth Andrews – voce
- Gene Purcell – voce